# 你的Attraction
名為妳的遊樂設施，是日本男子演唱團體Hey! Say! JUMP的第15張單曲。於2015年10月21日由J Storm發售。

## 概要
新歌 《名為妳的遊樂設施 》是首唱出突然有所竟展且完全無法預測，就像是雲霄飛車一般的愛戀心情的歌曲
表現出強烈愛戀的奔馳感以及會讓心炸裂開來的曲調，加上歌詞中遍布著"你是 No.1"的歌句，真可說是首無敵的雲霄飛車戀愛流行樂曲!

## 收錄曲

### 初回限定盤1
- CD

1. 名為妳的遊樂設施 (キミアトラクション) 
作詞：MiNE・川口進、作曲：CHOKKAKU・川口進・Christofer Erixon・Joakim Bjornberg、編曲：CHOKKAKU
Kose Cosmeport『絲芙蒂』廣告主題曲
2. Chiku Taku 滴答
作詞・作曲：koma'n、編曲：船山基紀

- DVD

1. 「キミアトラクション (Kimiatorakushon)」Video Clip & Making

- 封入特典

1. "Kimiato"裝飾貼紙 ("キミアト"デコレーションステッカー)

### 初回限定盤2
- CD

1. 名為妳的遊樂設施 (キミアトラクション)
2. 秋天，晴朗。微風吹向我(秋、晴れ。僕に風が吹いた)
作詞・作曲：タハラノブヒロ、編曲：安部潤

- DVD

1. 「キミアトラクション (Kimiatorakushon)」Video Clip（Dance Ver.） & Making

- 封入特典

1. "Kimiato"美甲貼紙 ("キミアト"ネイルデコレーションシール)

### 通常盤
- CD

1. 名為妳的遊樂設施 (キミアトラクション)
2. Shall We?
作詞：miyakei、作曲：イワツボコーダイ・Kinboom、編曲：高橋哲也、ストリングスアレンジ：小林洋平
3. NEW AGE
作詞：KOMU、作曲・編曲：Anders Wigelius・Dejo
4. Ignition
作詞：SHIROSE・Vandrythem、作曲・編曲：220・SHIROSE・Secret Weapon
5. キミアトラクション（Oringinla Karaoke）
6. Shall We?（Oringinla Karaoke）
7. NEW AGE（Oringinla Karaoke）
8. Ignition（Oringinla Karaoke）

※  封入特典:僅限首壓板
1. "Kimiato"標誌貼紙 ("キミアト"ロゴステッカー)